# Bristol Boxkite
Die Bristol Boxkite (englisch: Kastendrachen) war ein Doppeldecker-Flugzeug des britischen Herstellers British and Colonial Aeroplane Company, ab 1920 umbenannt in Bristol Aeroplane Company, aus dem Jahre 1910.

## Geschichte und Konstruktion

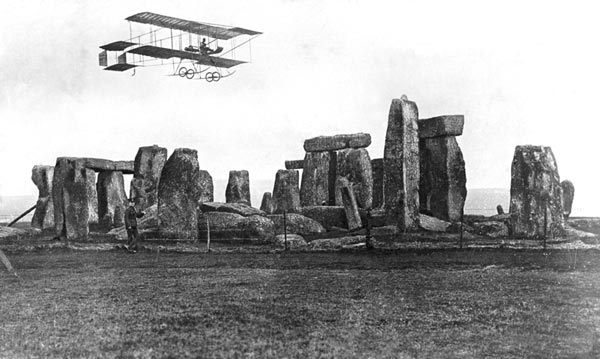
Bristol Boxkite, 1911 über Stonehenge

Nachdem sich das erste Flugzeug der British and Colonial Aeroplane Company – der Lizenzbau einer Zodiak von Voisin – in seinen Flugleistungen als unzureichend erwiesen hatte, besorgte sich Firmengründer George Stanley White eine Farman III und baute dieses Flugzeug nach – nicht ohne an seiner Maschine, Bristol Boxkite genannt, verschiedene Veränderungen und Verbesserungen vorgenommen zu haben. Diese Modifikationen bewahrten White davor, von Henri Farman wegen einer Urheberrechtsschutzverletzung belangt zu werden.
Der Jungfernflug der erstgebauten Boxkite (auch 1910 Biplane genannt) fand am 30. Juli 1910 in Larkhill statt. Ausgestattet war diese Maschine mit einem Gnome-Umlaufmotor mit einer Leistung von 37 kW (50 PS), nachdem sich der ursprünglich vorgesehene Gregoire-Vierzylindermotor gleicher Leistung als ungenügend erwiesen hatte.
Eine zweite Boxkite erhielt einen E.N.V.-Achtzylindermotor mit ebenfalls 37 kW. Beide Maschinen dienten als Schulflugzeuge in den von White gegründeten Flugschulen in Brooklands und Larkhill.
Der erste Auftrag über acht Maschinen wurde von der Regierung Russlands erteilt, die Boxkites waren für den Einsatz als Schulflugzeuge vorgesehen. Im April 1911 wurden die mit einem 52 kW (70 PS) leistenden Gnome-Motor und einem vergrößerten Kraftstofftank ausgestatteten Maschinen ausgeliefert.
Ab März 1911 erfolgten die ersten Bestellungen durch das britische Militär.
Insgesamt konnte die British and Colonial Aeroplane Company 76 Boxkites verkaufen, für die damalige Zeit eine beeindruckende Stückzahl.

## Militärische Nutzung
Australien
- Australian Flying Corps

 Bulgarien
 Rumänien
 Russland
 Spanien
 Südafrikanische Union
- South African Aviation Corps

 Schweden
 Vereinigtes Königreich
- Royal Flying Corps
- Royal Naval Air Service

## Technische Daten
| Kenngröße             | Daten                                   |
| --------------------- | --------------------------------------- |
| Besatzung             | ein Pilot                               |
| Länge                 | 11,73 m                                 |
| Spannweite            | 14,17 m                                 |
| Höhe                  | 3,61 m                                  |
| Flügelfläche          | 48,03 m²                                |
| Leermasse             | 408 kg                                  |
| max. Startmasse       | 522 kg                                  |
| Antrieb               | ein Gnome-Umlaufmotor mit 52 kW (70 PS) |
| Höchstgeschwindigkeit | 64 km/h                                 |